# Emery Welshman
Emery Welshman (Mississauga, Ontario, Canadá, 9 de noviembre de 1991) es un futbolista canadiense de ascendencia guyanesa que juega como delantero en el Forge de la Canadian Premier League. Nacido en Canadá, es internacional con la selección de fútbol de Guyana.

## Carrera

### Juvenil
Mientras estudiaba en universidades de EE. UU., en Siena College en 2009-2010 y en la Universidad de Oregón en 2011-2012, jugó para sus equipos de fútbol en la National Collegiate Athletic Association.
En 2012 también jugó para Lista de los Portland Timbers.

### Clubes
El 17 de enero de 2013, en el Súper Draft de la MLS, Welshman fue seleccionado en la primera ronda, 16º en la general, por el Toronto Club. Su debut profesional se produjo el 2 de marzo en el partido de inicio de la temporada 2013 contra los Vancouver Whitecaps, en el que entró como suplente tardío. En 2013, hizo ocho apariciones y anotó dos goles para el equipo suplente de Toronto en la Liga de Reservas de la MLS. El 25 de febrero de 2014, Toronto colocó a Welshman en la lista de exenciones.
En 2014, jugó en League1 Ontario  para el club Sigma.
En febrero de 2015, Real Salt Lake probó a Welshman en un campo de entrenamiento de pretemporada. El 23 de febrero, firmó con el club agrícola Real Monarks. Perdiéndose el comienzo de la temporada de la USL debido a una lesión, hizo su debut con el club agrícola el 29 de abril en un partido contra Sacramento Republic. El 16 de mayo, en un partido contra los Portland Timbers 2, marcó su primer gol con los Monarks. El 22 de enero de 2016, Welshman fue fichado por el primer equipo del Real Salt Lake. Al final de la temporada 2016, la RSL no renovó el contrato de Welshman.
Antes del inicio de la temporada 2017 de la North American Football League, Welshman se unió a Puerto Rico . Debutó con el club isleño el 8 de abril ante el Indy Eleven, entrando como suplente en la segunda parte. El 6 de mayo, en un partido contra Miami, marcó su primer gol para Puerto Rico.
El 3 de enero de 2018, Welshman firmó con el club Cincinnati USL. Debutó con el club de Ohio el 17 de marzo en el partido de primera ronda de la temporada 2018 contra el Charleston Battery . El 31 de marzo, en un partido contra Indy Ileven, marcó su primer gol con el Qingqi. El 16 de mayo, en el partido de segunda ronda de la US Open Cup 2018 contra el Detroit City, anotó el primer triplete de su carrera. El Panel Disciplinario Independiente de la USL suspendió a Welshma por tres juegos, revisando un incidente contra Charlotte Independence el 18 de julio, por el cual él y el jugador contrario Kai Fozer recibieron una tarjeta amarilla. Tras la conversión de Cincinnati a una franquicia de la MLS, el club recién formado fichó a Welshman el 10 de diciembre de 2018.
El 8 de marzo de 2019, Welshman fue cedido al recién formado club Forge de la Premier League canadiense por una temporada. El 27 de abril tuvo lugar el primer partido en la historia de la Premier League: Forge jugó un empate con York 9 (1: 1), en el partido Emery salió en la alineación titular de los hamiltonianos. El 9 de mayo, en un partido contra Pacífica, marcó su primer gol en la KPL.
El 2 de agosto de 2019, Cincinnati sacó a Welshman de préstamo y rescindió su contrato por mutuo acuerdo de las partes.
En agosto de 2019, Welshman firmó con el Hapoel Haifa la Premier League israelí . Hizo su debut con el Hapoel Haifa el 5 de octubre en un partido contra el Hapoel Beer Sheva, entrando como suplente en la segunda mitad.

### Selección nacional
Welshman nació en Canadá de inmigrantes guyaneses. En enero de 2015, anunció su intención de jugar para la selección nacional de Guyana. Su debut fue en un partido amistoso con la selección de Barbados, celebrado el 1 de febrero de 2015, donde marcó un gol.
Su victoria por 2-1 contra Belice en el último partido de las eliminatorias de la Liga de Naciones de CONCACAF 2019/20 el 23 de marzo de 2019 llevó a Guyana a la Copa Oro de CONCACAF por primera vez en su historia.Welshman fue incluido en el equipo de Guyana para la Copa Oro CONCACAF 2019.

## Logros
- Ganador de la temporada regular de la USL 2018
- Campeón de la Premier League canadiense 2019

## Enlaces
- Ficha de Emery Welshman en National-Football-Teams.com (en inglés)

- Datos: Q10553991
- Multimedia: Emery Welshman / Q10553991